# John Stainer
John Stainer, Sir, (London, 1840. június 6. – Verona, 1901. március 31.) angol zeneszerző, karnagy, orgonista, zenetörténész. Korának meghatározó egyházzenésze volt.

## Életpályája
Már 14 éves korában orgonista és kórusvezető volt Londonban. 1859-től az oxfordi Magdaléna-templom, majd 1872 és 1878 között a londoni  Szt. Pál-templom orgonistája volt. 1888-ban megvakult.
1865-ben Oxfordban zenei doktorátust szerzett, 1876-tól a National Training School for Misic tanára, majd igazgatója lett. 1888-ban nemesi rangot kapott (Sir), és 1889-től az oxfodi egyetem tanára lett. Utóda Arthur Sommervell  lett.
Számos zenetörténeti munkája közül kiemelkedik a Dufay and his contemporaries (1898) és az Early Bodleian Music (1902, 2 kötetben).

## Nevezetesebb művei (válogatás)
- Awake, awake, put on thy strength, O Zion
- Blessed is the man that endureth temptation Archiválva 2018. május 20-i dátummal a Wayback Machine-ben
- Drop down, ye heavens, from above
- God so loved the world (chorus from The Crucifixion)
- Grieve not the Holy Spirit of God Archiválva 2018. május 20-i dátummal a Wayback Machine-ben
- Hail, Gladdening Light, of His pure glory poured
- Holy Father, God Almighty Archiválva 2014. november 29-i dátummal a Wayback Machine-ben
- How beautiful upon the mountains
- I could not do without thee Archiválva 2014. november 29-i dátummal a Wayback Machine-ben
- I desired wisdom
- In the cross of christ I glory Archiválva 2014. november 29-i dátummal a Wayback Machine-ben
- I saw the Lord
- Jesus, tender shepherd, hear me Archiválva 2014. szeptember 10-i dátummal a Wayback Machine-ben
- Lead kindly light
- Leave us not, neither forsake us
- Lift up your heads, rejoice Archiválva 2014. november 29-i dátummal a Wayback Machine-ben
- Lord Jesus, think on me Archiválva 2014. augusztus 21-i dátummal a Wayback Machine-ben
- O dayspring
- O Zion, that bringest good tidings
- We sing the glorious conquest Archiválva 2014. november 29-i dátummal a Wayback Machine-ben
- What are these that are arrayed in white robes Archiválva 2008. június 9-i dátummal a Wayback Machine-ben

- Gideon (oratórium);
- The Cruciftxion (passió, 1887);
- The daughter of Jairus; Mary Magdalen (kantáták).